# 毛叶绣线菊
毛叶绣线菊（学名：Spiraea mollifolia）为蔷薇科绣线菊属下的一个种。

## 扩展阅读
- 維基物種上的相關：毛叶绣线菊